# 亚戈德纳亚河
亚戈德纳亚河（俄语：Река Ягодная）或厚内川（日语：／）是萨哈林州波罗奈区的河流，源起同名山，长27公里，流域面积38.4平方公里，注入鄂霍次克海。

## 引用
1. ↑  М·Г·瓦西科夫斯基. . 列宁格勒: 气象出版社. 1973 （俄语）.
2. ↑  . 国家水登记处 （俄语）.